# Mustafa Kurtuldum
Mustafa Kurtuldum (Istanbul, 10 maggio 2001) è un cestista turco.

## Palmarès
- Campionato turco: 1

Anadolu Efes: 2018-19
- Coppa del Presidente: 1

Anadolu Efes: 2019